# Globaler Pakt für eine sichere, geordnete und reguläre Migration

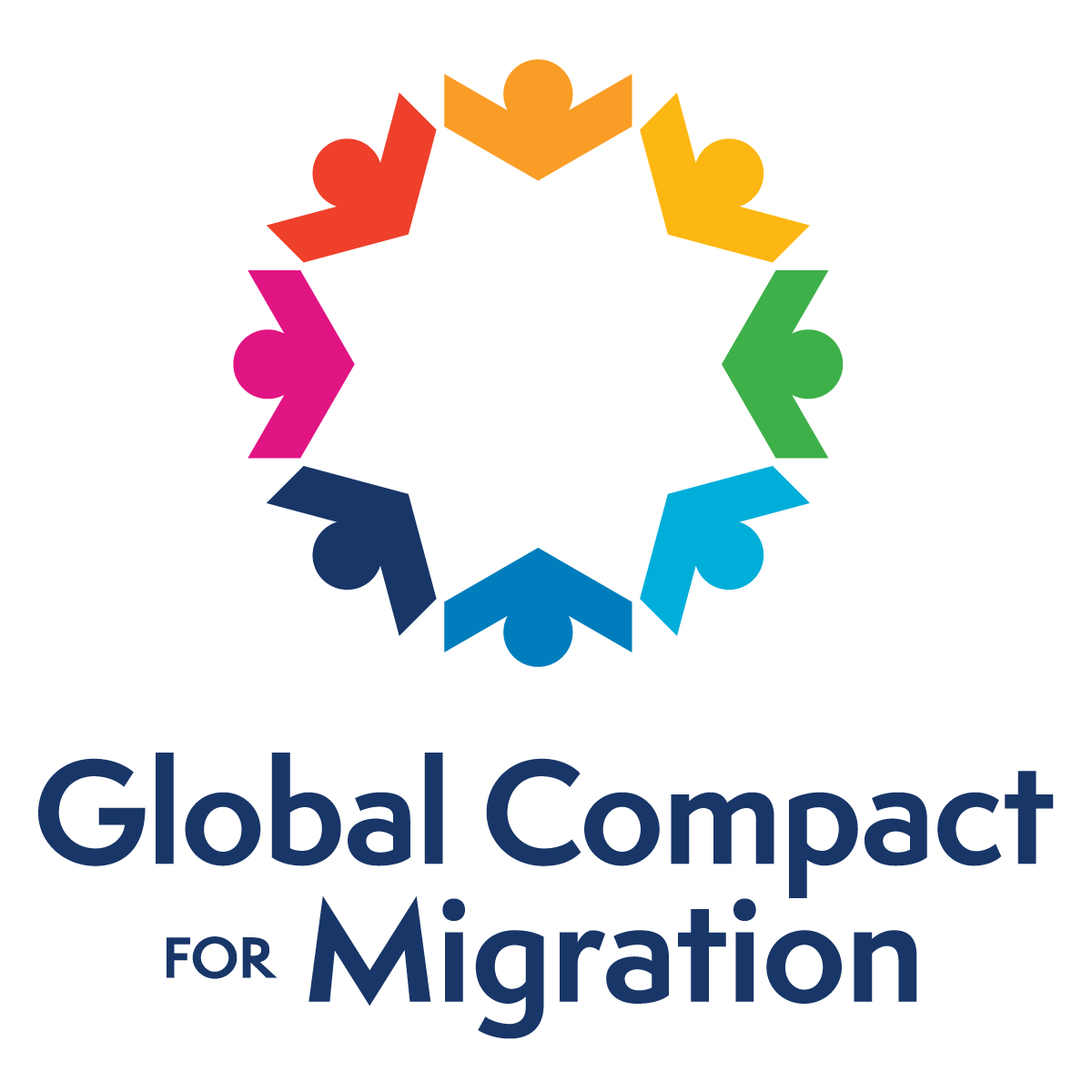
Von der UNO für Öffentlichkeitsarbeit im Zusammenhang mit dem Vertragsabschluss verwendetes Logo

Abstimmung UN-Generalversammlung am 10. Dezember 2018.
dafür
dagegen
enthalten
abwesend

Der Globale Pakt für sichere, geordnete und reguläre Migration (original englisch Global Compact for Safe, Orderly and Regular Migration (GCM), kurz Global Compact for Migration; deutsch häufig kurz UN- beziehungsweise UNO-Migrationspakt) ist eine internationale Vereinbarung, die von der Generalversammlung der Vereinten Nationen am 10. Dezember 2018 angenommen wurde, um auf den weltweiten Migrationsdruck zu reagieren. Er wird ergänzt um den Globalen Pakt für Flüchtlinge, angenommen am 17. Dezember 2018.
Die Ausarbeitung des Textes begann im April 2017. Die den Pakt schließenden Staaten verpflichten sich, gemeinsam darauf hinzuwirken, dass die Situation potenzieller Migranten einerseits in den Herkunftsländern auskömmlicher gestaltet wird, damit sie nach Möglichkeit dort bleiben können, und dass andererseits – während und nach der gegebenenfalls doch stattfindenden Wanderung – unterwegs und in den Ankunftsländern ihre Menschenrechte gewahrt werden. Da die aus dem Pakt resultierenden Verpflichtungen für die Unterzeichnerstaaten rechtlich nicht bindend sind, bleibt die Umsetzung von den politischen Konstellationen und Vorgaben auf nationalstaatlicher Ebene abhängig.
In der Erwartung und mit der Begründung, dass durch den Pakt unerwünschte Migration zusätzlich gefördert werden könnte, erklärten die USA unter Donald Trump bereits im Dezember 2017 ihren Rückzug von dem Vorhaben. Seit Oktober 2018 kündigten weitere Staaten an, ihn ebenfalls nicht zu unterstützen.

## Kernziele
Laut der Internationalen Organisation für Migration ist der Rahmen für die Zielsetzungen des Paktes von der Agenda 2030 für nachhaltige Entwicklung und der New Yorker Erklärung für Flüchtlinge und Migranten vorgegeben: Alle Aspekte internationaler Migration sollen abgedeckt werden und ein bedeutender Beitrag zur Zusammenarbeit beim Umgang mit weltweiten Migrationsbewegungen soll erreicht werden. Dazu sollen Absichtserklärungen formuliert und ein Fahrplan für deren Umsetzung aufgestellt werden.
Laut Tagesspiegel besteht das erste Hauptziel des Migrationspaktes in der Aufklärung der Migrationswilligen über alles, was ihren „Weg“ betrifft – einschließlich der absehbaren Risiken. Doch auch die Bevölkerungen der möglichen Transit- und Aufnahmeländer sollen objektive und faktengestützte Informationen über Vor- und Nachteile der Migration erhalten, um Irreführendes auszuräumen, das einer negativen Wahrnehmung von Migranten Vorschub leistet.
In den Herkunftsländern von Migranten sollen Faktoren, die sie am Aufbau einer nachhaltigen Existenz daheim hindern, möglichst beseitigt und die Existenzbedingungen dort verbessert werden. Diejenigen, die dennoch ihr Land verlassen, sollen neben der Achtung ihrer Menschenrechte Fürsorge und Unterstützung sowie Zugang zur Justiz erhalten, um ihre Rechte notfalls erstreiten zu können. Ihr Leben ist nach Möglichkeit zu schützen, beispielsweise auch durch Seenotrettung.
Da die Migrationsproblematik einzelstaatlich nicht bewältigt werden könne, soll die internationale Zusammenarbeit zwischen allen relevanten Akteuren im Bereich der Migration gefördert werden. Die Souveränität und völkerrechtlichen Pflichten der einzelnen Staaten sollen dabei erhalten bleiben.

## Unterschiedliche Bezeichnungen im nationalen und internationalen Rahmen
In den deutschsprachigen Ländern werden sowohl im offiziellen Verkehr als auch in der politischen Diskussion unterschiedliche Bezeichnungen für den Vertrag verwendet. Die offizielle englische Bezeichnung des Vertrages ist Global Compact for Safe, Orderly and Regular Migration – dies wird vom Wissenschaftlichen Dienst des deutschen Bundestages als Globaler Vertrag für sichere, geordnete und geregelte Migration, von der österreichischen Wiener Zeitung, der Schweizer Neuen Zürcher Zeitung und dem Übersetzungsdienst der UNO selbst aber als Globaler Pakt für sichere, geordnete und reguläre Migration übersetzt. Das österreichische Außenministerium übersetzt die Bezeichnung hingegen als Globaler Pakt für sichere, geregelte und planmäßige Migration.
In der Diskussion sind vor allem die verkürzten und ungenauen Bezeichnungen UN- beziehungsweise UNO-Migrationspakt (und eingedeutscht teilweise auch VN-Migrationspakt) in Verwendung, am Anfang der Berichterstattung darüber auch Weltmigrationsvertrag.

## Entstehungsprozess
Auslösende Ursache für das Paktvorhaben waren die Flüchtlingskrise in Europa ab 2015, als über eine Million Menschen aus Syrien, Afghanistan, Somalia und weiteren Ländern nach Europa kamen. Da zeigte sich, dass mit der Genfer Flüchtlingskonvention zwar Regeln für den Umgang mit Flüchtlingen bestehen, nicht aber für sonstige Migranten. Die Europäer drängten deshalb bei den Vereinten Nationen darauf, globale Leitsätze für die Migrationspolitik zu entwickeln. Im Jahr 2015 betrug die Zahl der Migranten weltweit 244 Millionen, im Jahr 2017 nach dem Migration Data Portal der Internationalen Organisation für Migration (IOM) 257,7 Millionen.
Angesichts der zunehmenden weltweiten Flüchtlings- und Migrationsbewegungen tagte die UN-Generalversammlung am 19. September 2016 zum Thema – die 193 Mitgliedstaaten verabschiedeten die New Yorker Erklärung für Flüchtlinge und Migranten. Darin bekräftigten die Staaten die bestehenden internationalen Schutzvereinbarungen in einem Dokument. Um das Flüchtlingsproblem besser bewältigen zu können, beauftragten sie das UN-Flüchtlingshilfswerk, bis 2018 einen „Global Compact“ („Globale Übereinkunft“) zur besseren Teilung der Verantwortung für Flüchtlinge und einen zweiten „Global Compact for Safe, Orderly and Regular Migration“ (GCM) für den Umgang mit Migranten und Migration zu erarbeiten.
Die Grundlagen des GCM wurden vom Botschafter der Schweiz bei den Vereinten Nationen, Jürg Lauber, dem Botschafter Mexikos, Juan José Gómez Camacho, und der Sonderbeauftragten für Internationale Migration, Louise Arbour, im Auftrag des Präsidenten der UN-Generalversammlung zwischen Frühjahr 2017 und Sommer 2018 unter Einbindung der UN-Mitgliedsstaaten ausgehandelt. Louise Arbour erläuterte im Juli 2018, dass der Pakt eine Übereinkunft der Mitgliedstaaten zur Zusammenarbeit bei einer Reihe von Zielen und Initiativen sei. Man wolle damit sowohl für eine sichere, geordnete und geregelte Migration sorgen als auch unsichere, chaotische, illegale und irreguläre Migration eindämmen. Auch wenn die Vereinbarung rechtlich nicht bindend ist, sei es bereits ein großer Schritt, wenn die Mitgliedstaaten die 23 Ziele ernsthaft auf internationaler Ebene verfolgten, was nach Arbour in absehbarer Zeit zu besseren Ergebnissen führen würde.
Ausscheiden der USA
Die US-Botschafterin bei der UN, Nikki Haley, erklärte 2017 kurz vor Beginn der UN-Konferenz von Puerto Vallarta gegenüber dem UN-Generalsekretär, dass die USA sich nicht mehr an die Deklaration von New York halten werden, da diese nach Ansicht der Trump-Regierung nicht mit der staatlichen Souveränität der USA vereinbar sei.

### Erarbeitung des abgestimmten Entwurfs
Der Pakt wurde nach Angaben der Internationalen Organisation für Migration (IOM) in einem offenen, transparenten und inklusiven Prozess von Konsultationen entwickelt. Entgegen vorheriger offizieller Darstellungen des Auswärtigen Amts (AA) wurde der Pakt in Teilen unter Ausschluss der Öffentlichkeit verhandelt.
Unter dem Vorsitz Deutschlands und Marokkos trafen sich Diplomaten, Politiker und diverse Interessengruppen 2017 und 2018 im Rahmen von mehreren Veranstaltungen des Global Forum on Migration and Development (GFMD) in Wien, Rabat, Genf und Berlin, um Empfehlungen für den Global Compact auszuarbeiten, von denen zahlreiche später im Entwurf des Dokumentes übernommen wurden. Unterstützend wurden Treffen wie die „Civil Society Days GFMD 2017“ in Berlin und Webinars abgehalten, bei denen diverse Aktivistengruppen Empfehlungen für das GFMD erarbeiteten.
Für den GCM selbst hatten sich die UN-Mitgliedsstaaten Anfang 2017 auf ein Vorgehen und einen Zeitplan geeinigt:
- Von April bis Dezember 2017 wurden zunächst in einer Phase 1 Konsultationen auf sechs Konferenzen in Genf, New York und Wien mit Interessenvertretern globaler, regionaler, nationaler und lokaler Ebene abgehalten. Weitere fünf Konferenzen folgten auf regionaler Ebene für Afrika, Karibik, Lateinamerika, westliches Asien sowie den Asien- und Pazifikraum.[25]
- Im Lauf der Phase 2 wurden die verschiedenen Gesichtspunkte und das gesammelte Material thematisch zusammengestellt und in der Konferenz von Puerto Vallarta im Dezember 2017 besprochen.[25]
- Während der Phase 3 wurde dann am 5. Februar 2018 ein erster Vertragsentwurf verteilt, aus dem bis zum 11. Juli 2018 im Rahmen zwischenstaatlicher Verhandlungen ein abgestimmter Vertragsentwurf für die geplante Konferenz von Marokko am 10. bis 11. Dezember 2018 erarbeitet wurde.[25]

Positionen zum Entwurf
Städte und Gebietskörperschaften aus Afrika, Asien, Europa (u. a. Rat der Gemeinden und Regionen Europas), Nord-, Mittel- und Südamerika als wichtige Beteiligte im Migrationsprozess bündelten ihre Forderungen für eine besser koordinierte Migration auf der lokalen Ebene und in Städten in der Erklärung von Mechelen vom November 2017.

### Entwurf des Ergebnisdokuments der Konferenz
Der Globale Migrationspakt basiert u. a. auf dem Leitprinzip der internationalen Zusammenarbeit: „Der Globale Pakt ist ein rechtlich nicht bindender Kooperationsrahmen, der anerkennt, dass Migration von keinem Staat allein gesteuert werden kann, da das Phänomen von Natur aus grenzüberschreitend ist und somit Zusammenarbeit und Dialog auf internationaler, regionaler und bilateraler Ebene erfordert. Die Autorität des Paktes beruht auf seinem Konsenscharakter, seiner Glaubwürdigkeit, seiner kollektiven Trägerschaft und seiner gemeinsamen Umsetzung, Weiterverfolgung und Überprüfung (vgl. GCM 15 a).“

#### Struktur
Das Ergebnisdokument ist in 6 Abschnitte mit 54 Punkten gegliedert:
- Präambel (1 bis 7)
- Unsere Vision und Leitprinzipien (8 bis 15)
- Unser Kooperationsrahmen (16)
- Ziele und Verpflichtungen (17 bis 39)
- Umsetzung (40 bis 47)
- Weiterverfolgung und Überprüfung (48 bis 54)

#### 23 Ziele für eine sichere, geordnete und reguläre Migration
Kernpunkte des am 11. Juli 2018 ausgehandelten Entwurfs des Ergebnisdokuments für die Konferenz in Marrakesch (Marokko) am 10. und 11. Dezember 2018 sind 23 Ziele und Verpflichtungen für eine sichere, geordnete und reguläre Migration, die zunächst (Nr. 16) zusammenfassend aufgeführt werden. Diese werden im darauffolgenden Text jeweils erläutert und in mehreren Unterpunkten weiter ausgeführt (vgl. Nr. 17 bis 39).
Die 23 Ziele für eine sichere, geordnete und reguläre Migration sind demnach:
1. Erhebung und Nutzung korrekter und aufgeschlüsselter Daten als Grundlage für eine Politikgestaltung, die auf nachweisbaren Fakten beruht.
2. Minimierung nachteiliger Triebkräfte und struktureller Faktoren, die Menschen dazu bewegen, ihre Herkunftsländer zu verlassen.
3. Bereitstellung korrekter und zeitnaher Informationen in allen Phasen der Migration.
4. Sicherstellung, dass alle Migranten über den Nachweis einer rechtlichen Identität und über ausreichende Dokumente verfügen.
5. Verbesserung der Verfügbarkeit und Flexibilität der Wege für eine reguläre Migration.
6. Förderung einer fairen und ethisch vertretbaren Rekrutierung von Arbeitskräften und Gewährleistung der Bedingungen für eine menschenwürdige Arbeit.
7. Bewältigung und Minderung prekärer Situationen im Rahmen von Migration.
8. Rettung von Menschenleben und Festlegung koordinierter internationaler Maßnahmen betreffend vermisste Migranten.
9. Verstärkung der grenzübergreifenden Bekämpfung der Schleusung von Migranten.
10. Prävention, Bekämpfung und Beseitigung von Menschenhandel im Kontext der internationalen Migration.
11. Integriertes, sicheres und koordiniertes Grenzmanagement.
12. Stärkung der Rechtssicherheit und Planbarkeit bei Migrationsverfahren zur Gewährleistung einer angemessenen Prüfung, Bewertung und Weiterverweisung.
13. Freiheitsentziehung bei Migranten nur als letztes Mittel und Bemühung um Alternativen.
14. Verbesserung des konsularischen Schutzes und der konsularischen Hilfe und Zusammenarbeit im gesamten Migrationszyklus.
15. Gewährleistung des Zugangs von Migranten zu Grundleistungen.
16. Befähigung von Migranten und Gesellschaften zur Verwirklichung der vollständigen Inklusion und des sozialen Zusammenhalts.
17. Beseitigung aller Formen der Diskriminierung und Förderung eines auf nachweisbaren Fakten beruhenden öffentlichen Diskurses zur Gestaltung der Wahrnehmung von Migration.
18. Investition in Aus- und Weiterbildung und Erleichterung der gegenseitigen Anerkennung von Fertigkeiten, Qualifikationen und Kompetenzen.
19. Herstellung von Bedingungen, unter denen Migranten und Diasporas in vollem Umfang zur nachhaltigen Entwicklung in allen Ländern beitragen können.
20. Schaffung von Möglichkeiten für schnellere, sicherere und kostengünstigere Rücküberweisungen und Förderung der finanziellen Inklusion von Migranten.
21. Zusammenarbeit bei der Ermöglichung einer sicheren und würdevollen Rückkehr und Wiederaufnahme sowie einer nachhaltigen Reintegration.
22. Schaffung von Mechanismen zur Übertragbarkeit von Sozialversicherungs- und erworbenen Leistungsansprüchen.
23. Stärkung internationaler Zusammenarbeit und globaler Partnerschaften für eine sichere, geordnete und reguläre Migration.

In dem vom Außenministerium verfassten Bericht der Bundesregierung zur Zusammenarbeit zwischen der Bundesrepublik Deutschland und den Vereinten Nationen und einzelnen, global agierenden internationalen Organisationen und Institutionen im Rahmen des VN-Systems in den Jahren 2016 und 2017 wird der Migrationspakt „als rechtlich nicht bindend, aber politisch verpflichtend konzipiert“ bezeichnet.

### Einschätzungen zu Umsetzung und Überprüfung
Für die Völkerrechtlerin Nora Markard schafft der Migrationspakt sogenanntes „weiches Recht“ (Soft Law) mit dem vorrangigen Zweck, eine Gesprächsgrundlage zu vereinbaren. Erst wenn eine solche Erklärung in der Praxis tatsächlich umgesetzt werde, so erläutert Markard am Beispiel der Allgemeinen Erklärung der Menschenrechte, könne sie zu Gewohnheitsrecht erstarken.
Nach Einschätzung des Rechtswissenschaftlers Christoph Vedder stehen alle „Verpflichtungen“ aus dem Migrationspakt unter dem Vorbehalt nationaler Politik und nationalen Rechts. Sein Fazit: „Die 'Verpflichtungen' sind also keine wirklichen rechtlichen Verpflichtungen.“ Sie seien aber „weiche Verpflichtungen“, die zwar nicht eingeklagt werden könnten, die aber dennoch politische und moralische Wirkungen entfalten könnten.
Als eine Art Selbstverpflichtungserklärung bezeichnet Roman Lehner die Vorlage. Nichts, was im Vertrag genannt wird, und sei es noch so konkret, sei einklagbar; und es bedeute auch keinen Rechtsverstoß, wenn die Staaten sich nicht daran halten würden. Nach Auffassung der Bundesregierung wird der GCM keinen neuen Rechtsrahmen schaffen und dieser auch keine Verpflichtungen enthalten, „die über den bestehenden völkerrechtlichen, unionsrechtlichen oder nationalen Rechtsrahmen hinausgehen“.
Der Globale Pakt für Migration birgt nach Einschätzung der Politikwissenschaftlerin Petra Bendel Vorteile für alle Seiten, und die Souveränität der einzelnen Staaten bleibe unangetastet, obwohl der Pakt mehr als eine bloße Willenserklärung sei. Sanktionen seien zwar nicht vorgesehen, doch beinhalte der Pakt einen Überprüfungsmechanismus: „Alle vier Jahre soll nachgeschaut werden, welche der Ziele von den einzelnen Staaten umgesetzt werden und welche nicht“. Zur Überprüfung der Ziele wird ein „Überprüfungsforum Internationale Migration“ eingerichtet, das ab 2022 alle vier Jahre stattfinden soll. Bendel sieht im Gegensatz zu den Kritikern des Paktes nur zwei Risiken: „dass einzelne Staaten ausscheren und dass Regierungen die Empfehlungen und das Ergebnis der Überprüfung einfach ignorieren“.
Der Jurist Thomas Gammeltoft-Hansen vom Raoul Wallenberg Institute meinte 2017, dass der damals noch auszuformulierende Pakt eine bedeutende Rolle als „weiches Recht“ (Soft Law) entwickeln könnte. Er verwies zudem auf einen Bericht von Peter Sutherland, demzufolge ein Migrationspakt allgemein akzeptierte Normen und Prinzipien in ein globales Rahmenübereinkommen mit teils unverbindlichen, teils verbindlichen Elementen bündeln und mögliche Weiterentwicklungen aufzeigen könne. Gammeltoft-Hansen betonte zugleich, es sei nicht sicher, dass ein solcher Pakt tatsächlich die Menschenrechtssituation verbessere, denn die Annahme, dass sich das Recht stets in der Art einer Kaskade weiter konsolidiere, treffe nicht zu. Vielmehr könne eine Kodifizierung von Normen als „weiches Recht“ (Soft Law) ebenso genutzt werden, eine spätere Weiterentwicklung dieser Normen zu verbindlichem Recht (Hard Law) zu blockieren.
Der frühere Generalsekretär der Vereinten Nationen, Ban Ki-moon, geht davon aus, dass der Pakt große Wirkung haben werde. Es sei gute Praxis in der Staatengemeinschaft, „dass auch Vereinbarungen respektiert werden, die nicht rechtsverbindlich sind.“
In seinem Beschluss vom 7. Dezember 2018 zu Anträgen auf eine einstweilige Verfügung gegen die Zustimmung der Bundesregierung stellte das Bundesverfassungsgericht fest, dass es sich bei dem Pakt um keinen völkerrechtlichen Vertrag handele und er keine innerstaatlichen Rechtswirkungen auszulösen vermag.

## Diskussion und Kritik

### In Deutschland
Vertreter des Auswärtigen Amtes beklagten laut Die Welt vom 2. November 2018, dass versucht werde, mit „irreführenden Informationen“ die öffentliche Meinung gegen das Abkommen zu mobilisieren. Man widerspreche Darstellungen, dass man mit dem Pakt eine Beschleunigung und Vervielfachung der Zuwanderung in Kauf nehme. Derartige Vorhersagen seien unseriös. Man stimme dem Pakt zu und wolle seine Umsetzung fördern. Sachsens Ministerpräsident Michael Kretschmer zeigt sich am 4. November laut Redaktionsnetzwerk Deutschland verärgert über die Kommunikation der Bundesregierung beim UN-Migrationspakt. Es werde keine öffentliche Debatte geführt. Dadurch könnten Populisten mit Falschinformationen für eine Protestwelle sorgen. Auch Antje Sirleschtov (Tagesspiegel) warf am 8. November 2018 dem Auswärtigen Amt mangelnde Kommunikation im Hinblick auf den Migrationspakt vor. „Betretenes Schweigen auf die Frage, warum das Dokument erst seit dem 11. Oktober überhaupt in deutscher Sprache zur Verfügung steht. Wurde es in New York doch schon im Juli endverhandelt“. Erst seit Anfang November 2018 seien „die gängigsten Vorurteile und die Richtigstellungen“ auf den Webseiten des Auswärtiges Amts und der Koalitionsparteien zu lesen, obwohl „die Rechtspopulisten“ bereits seit Mitte September „konzentriert gegen den UN-Migrationspakt zu Felde“ zögen.  Weiter wurde das Auswärtige Amt vom Tagesspiegel am 12. November dafür kritisiert, dass es die Verhandlungspositionen der Bundesregierung nicht veröffentlichte und nicht erklären wolle, warum in der Endfassung des Paktes ein Satz steht, der die Migration uneingeschränkt positiv beschreibt, während in einer vorherigen Fassung lediglich von der Möglichkeit positiver Effekte die Rede war.
Ab September 2018 wurden 21 Online-Petitionen gegen den UN-Migrationspakt beim Petitionsausschuss des Deutschen Bundestages eingereicht. Die erste Petition gegen den Migrationspakt beim Petitionsausschuss des Bundestages stammte von einem Mitarbeiter eines AfD-Bundestagsabgeordneten. In dieser Petition standen Formulierungen wie: „Dieser Pakt ist ein Instrument zur allmählichen Auslöschung unserer Identität!“ Der Pakt werde „Migration in die Länder des Westens befördern, deren nationale Identitäten verwischen, eine multi-ethnische und multikulturelle Gesellschaft schaffen.“ Die Veröffentlichung dieser Petition wurde abgelehnt mit der Begründung, dass „sie geeignet scheint, den sozialen Frieden, die internationalen Beziehungen oder den interkulturellen Dialog zu belasten.“ Am 21. November 2018 beschloss der Petitionsausschuss, eine der 21 Petitionen, die Petition 85565, auf seine Internetpräsenz zu stellen. Innerhalb von drei Tagen erreichte sie das Quorum von 50.000 Online-Mitzeichnern. Die Petition wird von der AfD unterstützt und beworben. Die Kommentarfunktion zur Petition wurde am 30. November auf Veranlassung der Obleute des Petitionsausschusses deaktiviert, weil das Forum „von einer Vielzahl von Beiträgen geprägt war, die gegen die zustimmungspflichtigen Nutzungsrichtlinien verstießen und eine sachgerechte Moderation auf Grund der hohen Anzahl derartiger Beiträge nicht möglich“ gewesen sei.
In einer Bundestagsdebatte Anfang November 2018 machten Vertreter der AfD deutlich, dass ihre Partei den UN-Migrationspakt geschlossen ablehne. Dabei erhielten sie vehementen Widerspruch aus den anderen Fraktionen; ihnen wurden Verschwörungstheorien vorgeworfen, da Deutschland längst die Standards des Paktes erfülle. Vertreter der Linken machten darauf aufmerksam, dass sich die AfD zwar nun als Kritiker des Paktes aufspiele, die Möglichkeit zu einer Diskussion im Mai in New York aber abgelehnt hatte. Vertreter des Bundestages reisten zu einer Beratung über das UN-Abkommen im Mai in die USA, Petr Bystron von der AfD lehnte jedoch ab, da er „keinen Nutzen für den Auswärtigen Ausschuss in dieser Reise“ sah. SPD, FDP, Grüne und Linke sind für das Abkommen. Grüne, Linke und FDP warfen der Regierung im Bundestag jedoch vor, ungenügend über den Pakt informiert zu haben. Die Freien Wähler Bayern lehnen den Pakt wegen „Konstruktionsfehlern“ ab. Demgegenüber sehen die Grünen Anpassungsbedarf, insbesondere seien die Anforderungen an normale bis gering qualifizierte Arbeitsmigration zu hoch während der Zuzug hochqualifizierter Arbeitsmigranten gebremst werden müsse. Die Grünen-Fraktion hat im Bundestag einen Antrag eingebracht, in dem die schnelle gesetzliche Umsetzung der Leitlinien des Pakts gefordert wird.
In der CDU forderte Bundesgesundheitsminister Jens Spahn eine Diskussion und Abstimmung über den UN-Migrationspakt auf dem CDU-Bundesparteitag Anfang Dezember 2018. CDU-Generalsekretärin Annegret Kramp-Karrenbauer, seine Mitbewerberin um den Parteivorsitz, schloss sich der Idee an. Während der CDU-Landesverband Sachsen-Anhalt den Pakt ablehnt, sehen führende Unions-Politiker keinen Grund für eine Ablehnung. Thomas Strobl etwa äußerte, „man solle sich von der populistischen Hysterie von Rechts nicht verrückt machen lassen.“ Der CSU-Politiker Peter Ramsauer, sprach sich gegen den UN-Pakt aus: „Durch das gesamte Dokument zieht sich eine Haltung, Migration als etwas Normales und gar Wünschenswertes anzusehen […] Das öffnet dem Flüchtlingsstrom nach Europa und nach Deutschland Tür und Tor.“ Ramsauers Parteifreunde Innenminister Horst Seehofer und Alexander Dobrindt hingegen befürworten das Abkommen.
Der CDU-Politiker und Völkerrechtler Matthias Herdegen kritisierte Ende Oktober in der deutschen Tageszeitung Die Welt eine „Grauzone rechtlicher Unverbindlichkeit“ des Abkommens, die dennoch den Eindruck der Verbindlichkeit erwecke. Der Pakt würde Erwartungen bei Migrationswilligen schaffen, denen aber keine verlässlichen Strukturen gegenüberstünden. Anderer Meinung ist dessen Parteifreund Christoph de Vries, der bedauerte „dass der österreichische Kanzler Kurz auf Druck seines rechtspopulistischen Koalitionspartners einen Rückzieher“ vom Abkommen gemacht habe Gabor Steingart bescheinigt den Autoren des Paktes Naivität, indem sie Migration lediglich als Quelle von Wohlstand, Innovation und nachhaltiger Entwicklung beschrieben, ohne Kriminalität und Schleusungsindustrie zu berücksichtigen. Steingart verwies auf ähnlichlautende Kritik Silke Launerts am Pakt in einer nichtöffentlichen Fraktionssitzung von CDU/CSU. In einem Interview Steingarts mit Stefan Aust, der am 25. November 2018 einen Artikel zum UN-Migrationspakt veröffentlicht hatte, sagte Aust, dass in einem offiziellen Bericht der Bundesregierung geschrieben stehe, dass der Migrationspakt rechtlich nicht bindend, aber politisch verpflichtend konzipiert sei. Dies weise alle Beteuerungen von Politikern, dass der Pakt rechtlich nicht bindend sei, zumindest in den Bereich der Halbwahrheit. Die Legalisierung illegaler Einwanderer mit vollem Zugriffsrecht auf die Leistungen des Sozialstaats dürfte die Folge haben, dass die zunehmende Zahl der Zuwanderer die Stabilität des Sozialstaats gefährde. „Die Rechte der Bevölkerung eines Zielstaates spielen praktisch keine Rolle.“
Analytiker des Unternehmens Botswatch aus Berlin veröffentlichten eine Stellungnahme, nach der die Debatte zum Pakt im Internet stark von Bots beeinflusst worden sei und 28 % der deutschsprachigen Meldungen auf Twitter zum Thema von Socialbots gestammt hätten. Die Studie wurde von manchen Medien als Fakt präsentiert und unter anderem von Justizministerin Katarina Barley aufgegriffen. Andere Experten bestritten die Einschätzung jedoch und beklagten die mangelhafte Methodik hinter der Botswatch-Studie. Führungspersonal von Botswatch selbst wurde von Jonas Hermann in der Neuen Zürcher Zeitung in das Umfeld der deutschen Regierungspartei CDU verortet. Die Studie könne nach Hermann benutzt werden, um Kritiker des Paktes zu diskreditieren.
Mitte Mai 2019 erzwang sich der Tagesspiegel über das Informationsfreiheitsgesetz die geforderten Angaben des Auswärtigen Amtes, aus denen hervorgeht, dass vorherige Behauptungen des Amtes, der Pakt sei öffentlich verhandelt worden, unwahr waren. Zwischenstaatlichen Verhandlungsrunden in New York seien nur „teilweise öffentlich“ gewesen und es hätten „vor- und nachgeschaltete nicht-öffentliche Sitzungen“ stattgefunden. Die den Journalisten übergebenen Dokumente hatte das Amt aber teilweise zensiert, so dass zunächst weiter unklar blieb, welche Staaten Deutschland/die Europäische Union unter Druck setzen und so weitgehende Zugeständnisse erreichten.

### Im internationalen Rahmen
Für Robert Muggah, Stadtentwickler und Mitbegründer des brasilianischen Think Tank Igarapé Institute, geht der Compact nicht weit genug und er erklärt in einem Interview im September 2018, warum zahlreiche Städte weltweit für einen weitergehenden Pakt eintreten, der es den Städten erleichtert, pragmatischer mit der Migration umzugehen. Der Gewerkschaftsdachverband Internationale der Öffentlichen Dienste beklagte die Abschwächung des endgültigen Vertragstextes hin zu mehr Beschränkungen beim Zugang zu öffentlichen Unterstützungsleistungen für Migranten und die nachträglich eingefügte stärkere Unterscheidung zwischen illegalen und legalen Migranten. Weiter wurde das Beharren von Staaten auf ihrer Souveränität vor den internationalen Menschenrechten kritisiert.
Marta Foresti vom Overseas Development Institute zeigte sich enttäuscht, dass man den „bequemen Weg“ gegangen sei und im Abkommen Hilfen in den Heimatländern der Migranten den Vorzug gegeben habe, obwohl Daten fehlten, die die Effektivität solcher Hilfen beim Eindämmen irregulärer Migration belegten. Dennoch wertete sie das Abkommen als bedeutenden Erfolg. Der Pakt sei eine pragmatische und potentiell sehr nützliche Zusammenstellung von Optionen, die man in konkrete Aktionen umsetzen könne. Patrycja Sasnal von der privaten US-amerikanische Denkfabrik Council on Foreign Relations forderte Mitte Juni 2018 den Pakt anzunehmen, weil er erstmals gemeinsame Standards und Normen definiert, auch wenn er nicht bindend sei. Ein öffentlicher Diskurs sei erforderlich, um Sorgen durch rationale Debatten entgegenzutreten. Das Narrativ, dass internationale Zusammenarbeit bei Migrationsfragen die nationale Souveränität beeinträchtige sei falsch.
Der Entwicklungsökonom und UNESCO-Koordinator für Migration und Entwicklung, Raul Delgado Wise bezeichnet es als unsicher was der Pakt bringen wird. Die Natur gegenwärtiger Migration, die nach wie vor bestehende Dominanz des neoliberalen transnationalen historischen Blocks und die mageren Ergebnisse des Paktes sieht er als schlechtes Omen. Seiner Forschung nach ist es eine verbreitete Position Migration als triple-win Situation für Migranten, die aufnehmenden Länder und die abgebenden Länder darzustellen. Dieses unrealistische Szenario diene aber nur den Interessen der aufnehmenden Länder. „Wenn man sich die Daten ansieht, ist Migration eine Subventionierung des Nordens durch den Süden.“ Linke Ökonomen wie Samir Amin fordern deswegen statt einer großzügigen Migrationspolitik lieber eine autozentrierte Entwicklung des globalen Südens zu ermöglichen. Entwicklungspolitische Stimmen aus der Schule der Dependenztheorie und der Weltsystemtheorie stehen dem UN-Migrationspakt daher ablehnend gegenüber.
Der österreichische Politologe Arno Tausch formuliert zwei kritische Aspekte. Zum einen sieht er einen Verdrängungseffekt in den Zielländern und verweist dabei auf eine Studie des österreichischen Instituts für Wirtschaftsforschung, nach der die Öffnung des österreichischen Arbeitsmarktes in den Jahren 2011 und 2014 Arbeitsimmigration drastisch beschleunigt habe. Von zehn Menschen, die in dieser Zeit arbeitslos wurden, war dies laut Studie in vier bis acht Fällen eine Folge von Zuwanderung. Zum anderen habe es in den Herkunftsländern einen Brain Drain gegeben. Er verwies dabei auf eine Arbeit des Princeton-Soziologen Alejandro Portes von 1976 sowie einen Beitrag des British Medical Journal von 2002, nach der die Abwanderung von Ärzten aus Entwicklungsländern die Gesundheitschancen der dortigen Bevölkerung zum Untersuchungszeitpunkt verringert hätten.
Der ehemalige Vorsitzende der UN-Bevölkerungsabteilung Joseph Chamie hielt den Pakt für einen Schritt in die richtige Richtung, stellte aber fest, dass der Pakt keines der großen Probleme lösen werde. Er nannte dazu die „Asymmetrie der Menschenrechte“ (neben dem Recht, sein Land zu verlassen, das fehlende Recht, ein anderes Land zu betreten), „Demografie“ (zu viele Migranten und geringer Bedarf an Migration), „begrenzte Optionen für Migration“ (die Masse der Migranten hat keinen Anspruch auf legale Migration) und den wachsenden Widerstand gegen Migration.
Der GCM strebt die Erleichterung von Geldtransfers von Arbeitsmigranten in ihre Herkunftsländer an. Nach einer Studie des IWF können großvolumige Geldtransfers von Arbeitsmigranten eine Situation ähnlich dem volkswirtschaftlichen Szenario der holländischen Krankheit herbeiführen, indem die Geldströme zu einer Aufwertung der Währungen der Herkunftsländer und dadurch zu einem Verlust an internationaler Wettbewerbsfähigkeit führen. Dies führt dazu, dass die Herkunftsländer von den Aufnahmeländern immer abhängiger werden. Um dies zu vermeiden müssten die Herkunftsländer dafür sorgen, dass die Geldtransfers nicht in den Kosum, sondern ganz überwiegend in Investitionen fließen. Als Herkunftsländer, deren Volkswirtschaften besonders stark von Geldtransfers von Arbeitsmigranten abhängig sind, lassen sich Nepal und Kirgisien (geschätzte 30 % des BIP) wie auch Kosovo (15 % des BIP) und Moldawien (21 % des BIP) nennen. Hier zeige sich, dass derartige Geldtransfers nicht zu einer positiven volkswirtschaftlichen Entwicklung führen.

## Unterstützer

### Amerika

#### Brasilien, Kanada, Paraguay
Brasilien stimmte für den Pakt, da er nach Ansicht der Regierung Lula hilft, die Rechte von 4,3 Millionen Brasilianern im Ausland zu schützen. Unter Präsident Bolsonaro trat Brasilien aus dem GCM aus. Nach der Wiederwahl von Lula trat Brasilien 2023 dem Pakt erneut bei.
Die Annahme Kanadas gilt als Formsache. Kanada war bei der Erarbeitung des Abkommens maßgeblich beteiligt. Ahmed Hussen, Einwanderungsminister somalischer Herkunft in der liberalen Regierung um Justin Trudeau, lobte den UN-Pakt.
Paraguay nahm den Migrationspakt an. Das paraguayische Außenamt erklärte, dass „mehr als eine Million Paraguayer im Ausland leben, womit es eine moralische Notwendigkeit wäre, diese Position zu unterstützen, um das Wohlergehen dieser Personen sicherzustellen.“

### Europa

#### Deutschland
Bundeskanzlerin Angela Merkel sieht in dem Abkommen einen Beitrag zur Eindämmung illegaler Einwanderung, der Pakt betone die Souveränität der Staaten in Einwanderungsfragen und sei eine Grundlage für legale Migration von Fachkräften oder aus humanitären Gründen. Die Große Koalition stellte sich hinter das UN-Abkommen und sicherte in einem in den Bundestag eingebrachten Entschließungsantrag „die Bewahrung der nationalen Souveranität Deutschlands“ zu. Ferner hält die Koalition in diesem Entschließungsantrag fest, dass der umstrittene UN-Migrationspakt „keine einklagbaren Rechte und Pflichten“ begründet und außerdem „keinerlei rechtsändernde oder rechtssetzende Wirkung“ habe. Weitere Punkte im Antrag sind die Aufforderung an die Bundesregierung, klar zwischen legaler und illegaler Migration zu unterscheiden, den Schutz der europäischen Außengrenzen weiter zu stärken, Schleusungen stärker zu bekämpfen und die Lebensbedingungen in den Herkunftsländern zu verbessern. Am 29. November stimmte der Deutsche Bundestag dem Entschließungsantrag zu. Der CDU-Bundesparteitag stellte sich wenig später ebenfalls mit großer Mehrheit hinter das Abkommen. Kanzlerin Merkel wird persönlich an der Konferenz in Marrakesch teilnehmen.

#### Belgien, Frankreich, Niederlande, Portugal, Spanien, Vereinigtes Königreich
In Belgien erklärte der größte Koalitionspartner, die flämisch-nationalistische Nieuw-Vlaamse Alliantie (N-VA), im Dezember 2018 ihre Ablehnung des Pakts. Premierminister Charles Michel vom wallonischen Mouvement Réformateur (MR) bezeichnete eine etwaige Aufkündigung der Regierung durch die N-VA wegen des Pakts als „unverantwortlich“. Das belgische Parlament stimmte am 7. Dezember mit 107 zu 36 Stimmen für die Unterstützung des UN-Abkommens. Michel teilte daraufhin mit, dass er die Unterstützung Belgiens für den UN-Pakt im Namen des Parlaments abgeben werde. Die N-VA, neben der sich außerdem im Parlament noch die Partei Vlaams Belang gegen die Beteiligung Belgiens am Pakt aussprach, erklärte daraufhin, sie sehe „keinen Zweck“ in einer weiteren Regierungsbeteiligung. Nach dem Austritt der N-VA aus der Regierungskoalition bildete der Premierminister Michel am 9. Dezember 2018 eine Regierung Michel II, in der die verbleibenden Minister und Staatssekretäre die Aufgaben der zurückgetretenen N-VA-Minister und -Staatssekretäre übernahmen. Das Verhalten der N-VA wurde von ihren Kritikern als Wahlkampfmanöver beurteilt. Diese Regierungskrise wurde nach einer Parlamentswahl vom 26. Mai 2019 und einer zwischenzeitlich geduldeten Minderheitsregierung während der COVID-19-Pandemie in Belgien unter Sophie Wilmès erst am 1. Oktober 2020 mit dem Antritt der Regierung De Croo beendet.
Frankreichs Präsident Emmanuel Macron unterstützt das Abkommen. Der Vertrag „sei zwar nicht verpflichtend, aber doch eine wichtige Etappe der internationalen Zusammenarbeit, auch beim Kampf gegen Schleppernetzwerke“. Ferner würden „die im Abkommen vorgeschlagenen Lösungen genau mit den Werten Europas und den Interessen Europas übereinstimmen“.
Die Niederlande sprechen sich für den UN-Pakt aus. Außenminister Mark Harbers betonte die positiven Aspekte des UN-Abkommens. „Der Pakt kann dazu beitragen, weitere Vereinbarungen mit anderen Ländern zu treffen, beispielsweise über die Rücknahme von Migranten“, wird Harbers zitiert. Nach einer vom FvD angeregten Parlamentsdebatte über das Abkommen fand ein Misstrauensvotum gegen die Regierung statt, 18 Abgeordnete unterstützen es, 117 lehnten es ab.
Nach der Erfahrung Spaniens kann kein Land allein die vielfältigen Herausforderungen der internationalen Migration bewältigen. Deshalb hat es am 12. November mitgeteilt, den Pakt zu unterstützen.
Portugal unterstützt den Pakt. Staatspräsident Marcelo Rebelo de Sousa wird persönlich an der Konferenz in Marrakesch teilnehmen.
Alistair Burt, konservativer Minister des Foreign and Commonwealth Office teilte mit, dass das Vereinigte Königreich das UN-Abkommen unterstützt. Der Pakt sei unter anderem geeignet, als weiterer Schritt der internationalen Zusammenarbeit zur Bekämpfung gegen illegale Migration.

#### Dänemark, Finnland, Norwegen, Schweden
Laut dem Ministerium für Migration und Integration beabsichtigt die dänische Regierung, dem Pakt beizutreten. Ministerpräsident Lars Løkke Rasmussen verteidigte den Pakt gegen oppositionelle Kritik. „Die Regierung würde niemals davon träumen, etwas zu unterschreiben, was unsere Fähigkeit zur Umsetzung der strengen Einwanderungspolitik in Dänemark schwächt“, sagte Rasmussen in einer parlamentarischen Debatte.
In Finnland fand auf Antrag der rechtsgerichteten „Wahren Finnen“ eine Parlamentsdebatte mit dem UN-Pakt als Thema statt, in der die Regierung versuchte Zweifel auszuräumen. Die Regierung unterstützt das Abkommen, da das Ziel „die Eindämmung der illegalen Migration“ sei. Außenminister Timo Soini bekräftigte, dass es sich nicht um einen Vertrag handelt, der unterzeichnet werden muss, sondern um ein Dokument, das von der UN-Generalversammlung im normalen Abwicklungsverfahren akzeptiert wird.
Norwegen kündigte am 13. November die Ratifizierung des UN-Paktes an. „Die Migration stellt die Länder weltweit vor eine große Herausforderung. Aus diesem Grund brauchen wir eine gemeinsame Basis für politische Bemühungen, um effektiver mit Migration umzugehen. Es herrscht weitgehend Einigkeit darüber, dass die irreguläre Migration wirksamer verwaltet und kontrolliert werden muss, wird Premierministerin Erna Solberg zitiert. Die norwegische Regierung wies jedoch darauf hin, dass sie mit der Interpretation einiger Textpassagen im Abkommen unzufrieden ist, weshalb die Unterstützung an eine Erklärung Norwegens vor den Vereinten Nationen gebunden sein wird.“
Die schwedische Übergangsregierung um den kommissarischen Ministerpräsidenten Stefan Löfven bestätigte am 22. November die Zustimmung Schwedens zum Abkommen. „In der EU hat Schweden die globale Zusammenarbeit zwischen Herkunfts-, Transit- und Zielländern aktiv gefördert. Schweden begrüßt den ausgewogenen Text und beabsichtigt, den Migrationspakt auf der Konferenz in Marrakesch im Dezember zu unterstützen.“, heißt es in einer Mitteilung der Regierung.

#### Albanien, Bosnien-Herzegowina, Estland, Kroatien, Litauen, Montenegro, Rumänien, Slowenien
Albanien akzeptiert den UN-Pakt. Für Albanien wird Präsident Ilir Meta an der Konferenz teilnehmen.
Und auch Bosnien und Herzegowina unterstützt das Abkommen.
Die Regierung in Estland hatte zuerst angekündigt, den Migrationspakt nicht zu unterzeichnen. „Bei der Bildung der Regierungskoalition waren wir uns einig, dass wir Entscheidungen nur in Übereinstimmung treffen. Die Regierung hat heute bei der Kabinettssitzung keine Einigkeit über eine Unterstützung des UN-Einwanderungsspakts erzielt. Daher wird die Regierung dem Abkommen nicht beitreten“, wurde Ministerpräsident Jüri Ratas der linkspopulistischen Zentrumspartei zunächst zitiert. In einer Parlamentssitzung am 26. November 2018 sprachen sich dann aber 41 Abgeordnete für die Unterstützung des Pakts aus und nur 27 Parlamentarier dagegen. Anschließend kündigte Ratas an, dass sich die Regierung von dem Votum der Volksvertretung leiten lassen werde. Hintergrund der Abstimmung war eine Regierungskrise um das Abkommen zwischen der Dreierkoalition aus Zentrumspartei, Sozialdemokraten und der konservativen Partei Isamaa.
Die kroatische Regierung Andrej Plenković steht zu dem ausgehandelten Vertrag. Die Staatspräsidentin Kolinda Grabar-Kitarović, die sich schon zur feierlichen Vertragsunterzeichnung in Marrakesch angemeldet hatte, sagte Anfang November ihre Teilnahme ab und wollte laut Presseberichten nicht mehr unterzeichnen und wird zitiert: „Ich bin weder dagegen noch unterstütze ich das Dokument“. Der Sinneswandel der Präsidentin wird von der Opposition und politischen Beobachtern einer Nervosität vor den anstehenden Präsidentschaftswahlen zugeschrieben. Kroatien nahm den Pakt schließlich an.
Litauens Regierung ist für den Pakt. Innenminister Eimutis Misiūnas äußerte, dass der UN-Migrationspakt auf globaler Ebene wichtig und ein deklaratives, unverbindliches Dokument sei. Auch die litauische Staatspräsidentin Dalia Grybauskaitė stellte sich öffentlich hinter das Abkommen. „Dieser Pakt wird dazu beitragen, das globale Problem der illegalen Migration anzugehen“, wird Grybauskaitė zitiert.
Montenegros Außenministerium erklärte, dass es den UN-Pakt unterstützt. Es sei „das erste Abkommen der Vereinten Nationen über ein gemeinsames Konzept für internationale Migration“. Montenegro unterstütze „ein globales Abkommen, das in diesem Bereich Fortschritte erzielen will, unter strikter Berücksichtigung des Völkerrechts und der von den Vereinten Nationen geförderten Standards“.
Die rumänische Regierung um Staatspräsident Klaus Johannis unterstützt das Abkommen.
Slowenien werde dem Pakt durch Staatssekretär Sandi Čurin in Marrakesch zustimmen, erklärte die slowenische Regierung.

### Vereinte Nationen, Europäische Union und Internationale Staatengemeinschaft
Der Globale Migrationspakt wird neben den Vereinten Nationen und der Europäischen Union, die allerdings nicht Teil des Abkommens sind, von zahlreichen anderen Staaten befürwortet. Auf der Generalversammlung der Vereinten Nationen wurde hierzu am 26. September 2018 eine Vorbereitungssitzung „Road to Marrakech“ durch die UN-Missionen von Bahrain, Brasilien, Kanada, Indonesien, Mexiko, Philippinen, Ruanda, der Türkei und Deutschland organisiert. An dieser Sitzung nahm auch UN-Generalsekretär António Guterres teil.

### Katholische Kirche
Neben diversen religiösen und nichtreligiösen Nichtregierungsorganisationen, die sich im Vorfeld der diplomatischen Verhandlungen über ein kirchlich organisiertes Netzwerk in den Prozess eingebracht hatten, setzte sich auch die Vertretung des Heiligen Stuhls bei den Vereinten Nationen für bestimmte Positionen im Migrationspakt ein. Die als ständige Beobachter des Heiligen Stuhls bei den Vereinten Nationen eingesetzten Erzbischöfe Bernardito Cleopas Auza und Ivan Jurkovič bewerteten im Oktober 2018 rückblickend das Erreichte der kirchlichen Verhandlungsgruppe als positiv. Erzbischof Auza sah dabei bestimmte Formulierungen in Pakt als besondere Erfolge seiner Kirche. Beispielsweise habe man verhindert, dass in Ziel 15, „Zugang zu Grundleistungen“ auch die Sexuelle und reproduktive Gesundheit erwähnt werden, sondern die Formulierung abgeschwächt wurde und nun nur noch allgemein auf die Empfehlungen der Weltgesundheitsorganisation verwiesen werde. Auch sei es auf Initiative der Kirche noch gelungen, unter Punkt 44 des Paktes zusätzlich „religiöse Organisationen“ als an der Umsetzung zu beteiligende „relevante Interessenträger“ zu installieren. Der Papst selbst hatte im August 2018 einen 20 Punkte umfassenden Aktionsplan für Regierungen vorgestellt, mit dem er die Grundlage für die Annahme des Migrations- und des Flüchtlingspakts schaffen wollte. Kernaussagen waren „Willkommen heißen“, „Beschützen“, „Fördern“ und „Integrieren“. Das ultimative Ziel sei es, ein inklusives, nachhaltiges Zuhause für alle zu schaffen. Die Würde und das persönliche Wohlergehen sollten dabei Priorität vor der Sicherheit eines Landes haben.
Nach der Annahme des Pakts nannte Erzbischof Auza die verbleibenden Vorbehalte der Kirche: Sie habe stets dazu aufgerufen, die Bezugnahme auf jegliche nicht als Ergebnis zwischenstaatlicher Verhandlungen entstandene Dokumente zu entfernen, zudem sei die „sexuelle und reproduktive Gesundheit“ holistisch aufzufassen und erstrecke sich nicht auf Abtreibung oder Abtreibung verursachende Mittel, der vom WHO vorgeschlagene „minimum initial service package“ sei aus dem gleichen Grunde abzulehnen und „Gender“ sei im biologischen Sinne als entweder männlich oder weiblich zu verstehen.

## Gegenstimmen
Am 10. Dezember 2018 stimmten fünf Länder gegen den Vertrag.

### Amerika

#### Vereinigte Staaten von Amerika
Die US-Regierung unter Donald Trump hatte bereits im Dezember 2017 die Beteiligung an der Erarbeitung des Migrations-Pakts abgelehnt, da dieser in die amerikanische Souveränität eingreife und der Einwanderungspolitik der USA zuwiderlaufe. Die Amerikanische Mission bei der UNO erklärte hierzu, dass das Abkommen zahlreiche Bestimmungen enthalte, die nicht mit der US-amerikanischen Einwanderungs- und Flüchtlingspolitik und den Einwanderungsgrundsätzen der Trump-Regierung vereinbar seien. Die US-Botschafterin bei den Vereinten Nationen, Nikki Haley, erklärte hierzu: „…unsere Entscheidungen über die Einwanderungspolitik müssen immer nur von Amerikanern getroffen werden … Wir werden entscheiden, wie wir unsere Grenzen am besten kontrollieren können und wer in unser Land einreisen darf. Der globale Ansatz des Pakts ist nicht mit der US-Souveränität vereinbar.“

### Asien

#### Israel
Der israelische Premierminister Netanjahu, der seit Amtsantritt eine einwanderungskritische Politik verfolgt, kündigte am 20. November 2018 an, sein Land werde den Migrationspakt nicht annehmen. Israel sei verpflichtet, seine Grenzen gegen illegale Einwanderung zu sichern. Israel stimmte bei der UN-Generalversammlung am 19. Dezember gegen den Vertrag.

### Europa

#### Polen, Tschechien, Ungarn
Polen, Tschechien und Ungarn, die allesamt eine restriktive Einwanderungspolitik betreiben, lehnen das Abkommen geschlossen ab. Die polnische Regierung lehnt das Abkommen ab, da die nationale Souveränität laut Ministerpräsident Mateusz Morawiecki (PiS) höchste Priorität habe. Die Regierung sehe das souveräne Recht von Staaten, darüber zu entscheiden, wer auf ihrem Gebiet aufgenommen wird, in dem Dokument nicht ausreichend garantiert. Zudem sei man mit der mangelnden Unterscheidung zwischen legaler und illegaler Migration unzufrieden. Polen stimmte bei der UN-Generalversammlung am 19. Dezember gegen den Pakt.
Tschechiens Ministerpräsident Andrej Babiš gab Mitte November 2018 die Ablehnung des Paktes durch seine Regierung bekannt. Als Begründung nannte er das Fehlen wichtiger Punkte, wie eine klare Unterscheidung zwischen gesetzlichen und ungesetzlichen Migranten oder eine Erklärung, dass illegale Migration unerwünscht sei. Tschechien stimmte bei der UN-Generalversammlung am 19. Dezember gegen den Pakt.
Die ungarische Regierung unter Viktor Orbán (Fidesz-Partei) erklärte, das Abkommen nicht zu unterstützen. Der ungarische Außenminister Péter Szijjártó bezeichnete den Pakt als „schlechtestmöglichste Antwort, die die UNO auf die Herausforderungen der Migration geben kann“. Man solle Fluchtbewegungen nicht ermutigen, sondern abwenden und besser an der Beseitigung ihrer Ursachen arbeiten. Ungarn stimmte bei der UN-Generalversammlung am 19. Dezember gegen den Pakt.

## Stimmenthaltungen

### Bulgarien, Italien, Lettland, Österreich, Slowakei
Bulgarien hat Mitte November 2018 angekündigt, dem UN-Migrationspakt nicht beitreten zu wollen. Das verkündete der stellvertretende Vorsitzende der Regierungspartei GERB, Zwetan Zwetanow, nach einem Ministertreffen. Bulgarien enthielt sich bei der UN-Generalversammlung am 19. Dezember der Stimme.
Der italienische Ministerpräsident Giuseppe Conte und Außenminister Enzo Moavero (beide parteilos) hatten bei einer UN-Konferenz im September zunächst ihre Unterstützung für den Pakt zugesagt. „Der Migrationspakt ist absolut im Einklang mit unserer Einwanderungspolitik“, wurde Conte noch am 28. November zitiert. Matteo Salvini, Vorsitzender der Partei Lega und damals Innenminister im Kabinett Conte I, lehnte den Pakt „absolut“ ab. Das Kabinett Conte I beschloss schließlich, nicht an der UN-Konferenz teilzunehmen. Die Entscheidung, nicht an der Konferenz teilzunehmen, wurde als weiteres Zugeständnis seitens Conte und des Vize-Premierministers Luigi Di Maio, der wie Conte für das Abkommen war, an Salvini gewertet. Oppositionspolitiker und Ex-Minister Graziano Delrio kritisierte dies. Italien enthielt sich bei der UN-Generalversammlung am 19. Dezember der Stimme.
Die Regierung Lettlands unterstützte das Abkommen. Bei einer Abstimmung im Parlament am 6. Dezember, stimmten 43 Abgeordnete gegen und 31 Parlamentarier für die Zustimmung Lettlands. Die Regierung (sie war seit der Parlamentswahl 2018 nur noch geschäftsführend im Amt) band sich wie auch die Regierung Estlands an die Parlamentsabstimmung. Lettland enthielt sich bei der UN-Generalversammlung am 19. Dezember der Stimme.
Die österreichische Bundesregierung unter Bundeskanzler Kurz hielt den Pakt nicht für geeignet, Migrationsfragen zu regeln. Sie befürchtete den Verlust staatlicher Souveränität sowie eine Verwässerung der Grenzen zwischen legaler und illegaler Migration. Sie erklärte Ende Oktober 2018 den Rückzug Österreichs aus dem Pakt. Österreich war damals das dritte Land, das aus dem Migrationspakt ausstieg, und wurde als Vorreiter für andere Staaten gesehen, die Österreichs Beispiel folgten. Der damalige Vizekanzler Heinz-Christian Strache (FPÖ) verwies auf die Expertise des Völkerrechtsexperten Michael Geistlinger, der auf die Gefahr des Entstehens von völkerrechtlichem Gewohnheitsrecht durch den Pakt hinwies. Es werden insgesamt 17 Punkte des UN-Migrationspaktes abgelehnt, die über die geltende österreichische Rechtslage hinausgingen, u. a.: Erleichterung des Statuswechsels regulärer-irregulärer Migrant; Erleichterung der Familienzusammenführung; Ansiedlungsoptionen für Klimaflüchtlinge oder das Verbot von Sammelabschiebungen. Diese Entscheidung wurde von Bundespräsident Van der Bellen und dem EU-Abgeordneten Othmar Karas (ÖVP) kritisiert. NEOS kritisierten, dass Kanzler Kurz 2016 als Außenminister an den Verhandlungen über den Pakt beteiligt gewesen war.
Österreich enthielt sich bei der UN-Generalversammlung am 19. Dezember der Stimme.
Der damalige slowakische Ministerpräsident Peter Pellegrini kündigte beim EU-Gipfel am 25. November 2018 an, sein Land werde das Abkommen nicht unterstützen. Die Slowakei nahm an der Abstimmung in der UN-Generalversammlung am 19. Dezember nicht teil.

### Australien
Die Regierung Turnbull war gemeinsam mit den Vereinigten Staaten eine der ersten, die eine Annahme des Pakts grundsätzlich ablehnte. Peter Dutton, Australiens Innenminister bis August 2018, sagte, Australien werde den Pakt „in seiner jetzigen Fassung“ nicht annehmen. Er kritisierte zum Beispiel, dass Freiheitsentziehung für Einwanderer nur als letztes Mittel eingesetzt werden soll. Die Regierung unter Premierminister Scott Morrison erklärte am 21. November 2018, der Pakt könne zur „illegalen“ Einwanderung nach Australien ermutigen. Dies bedrohe hart erkämpfte Erfolge im Kampf gegen den Menschenschmuggel. Der Migrationspakt sei nicht im Interesse Australiens. Australien enthielt sich bei der UN-Generalversammlung am 19. Dezember der Stimme.

### Schweiz
Der Bundesrat entschied am 10. Oktober 2018, dem Migrationspakt zuzustimmen. Der Widerstand gegen den Pakt formierte sich zuerst in der SVP. Später zeigten sich auch Politiker der CVP und FDP skeptisch bis ablehnend. Der Pakt könnte von linken Parteien und Nichtregierungsorganisationen als Druckmittel für immer weitergehende sozial-, migrations- und medienpolitische Forderungen benutzt werden. Der Pakt sei rechtlich nicht strikt bindend, spreche aber Migranten in den Aufnahmeländern Ansprüche zu, die teils geltendes Recht berührten. Würden diese nicht erfüllt, müssten sich die unterzeichnenden Staaten rechtfertigen. Die Staatspolitische Kommission des Nationalrates empfahl dem Bundesrat am 2. November mit 15 zu 9 Stimmen, den Migrationspakt nicht zu unterzeichnen. In der Kommission war unbestritten, dass der Pakt juristisch unverbindlich ist. Kommissionspräsident Kurt Fluri sagte, die Kommissionsmehrheit sei davon überzeugt, dass der Pakt politisch bindend ist und die darin enthaltenen Forderungen von Politikern oder Organisationen aufgenommen würden. Die Kommissionsmehrheit teilte nicht die Sichtweise des Bundesrates, es bestehe kein Handlungsbedarf, da die Schweiz die Ziele des Paktes weitgehend bereits erfülle. Die Kommission hielt zudem an ihrer Motion fest, den Migrationspakt dem Parlament als Bundesbeschluss zur Beratung vorzulegen. Der Bundesrat gab am 21. November bekannt, die Schweiz werde dem Migrationspakt vorerst nicht zustimmen, da das Parlament noch darüber beraten werde. Eine spätere Zustimmung sei aber nicht ausgeschlossen. Entsprechende parlamentarische Vorstösse wurden am 29. November im Ständerat und am 6. Dezember im Nationalrat behandelt. Die Debatte im Nationalrat wurde aus zeitlichen Gründen abgebrochen. Der Ständerat verwarf den Vorstoß einer definitiven Ablehnung des Migrationspakts von Hannes Germann (SVP) mit 22 zu 14 Stimmen bei 4 Enthaltungen, hiess jedoch mit 25 zu 15 Stimmen Vorstösse gut, die dem Parlament die Entscheidungskompetenz über den Pakt übertragen. In der Folge blieb die Schweiz der Konferenz von Marrakesch fern und enthielt sich bei der UN-Generalversammlung am 19. Dezember der Stimme. Im April 2023 lag die Schweizer Entscheidung innenpolitisch noch immer auf der langen Bank. Die außenpolitische Kommission des Ständerats forderte einen Verwaltungsbericht zum Pakt an und setzte die Beratungen zum Pakt zwischenzeitlich aus.

### Chile
Die chilenische Regierung unter Präsident Sebastián Piñera unterstützte den Globalen Pakt für Migration nicht. In diesem Pakt werde „kein Unterschied zwischen regulärer und irregulärer Migration gemacht“. Chile enthielt sich bei der UN-Generalversammlung am 19. Dezember der Stimme.

## Annahme des Migrationspakts
Auf der Zwischenstaatliche Konferenz zur Annahme des Globalen Pakts für eine sichere, geordnete und reguläre Migration in Marrakesch nahmen 164 Mitgliedsstaaten der UN am 10. Dezember 2018 den Pakt „durch Akklamation“ (nicht durch Abstimmung) der anwesenden Vertreter an.
Bei der UN-Generalversammlung am 19. Dezember 2018 wurde über den Pakt abgestimmt, mit folgendem Ergebnis im Detail:
- 152 Pro-Stimmen: Ägypten, Albanien, Andorra, Angola, Äquatorialguinea, Argentinien, Armenien, Aserbaidschan, Äthiopien, Bahamas, Bahrain, Bangladesh, Barbados, Belarus, Belgien, Bhutan, Bolivien, Bosnien-Herzegowina, Brasilien, Burkina Faso, Burundi, China, Costa Rica, Dänemark, Demokratische Republik Kongo, Deutschland, Dominica, Dschibuti, Ecuador, El Salvador, Elfenbeinküste, Eritrea, Estland, Fidschi, Finnland, Frankreich, Gabun, Gambia, Georgien, Ghana, Grenada, Griechenland, Großbritannien, Guatemala, Guinea-Bissau, Guyana, Haiti, Honduras, Indien, Indonesien, Irak, Iran, Irland, Island, Jamaika, Japan, Jemen, Jordanien, Kambodscha, Kamerun, Kanada, Kapverden, Kasachstan, Katar, Kenia, Kolumbien, Komoren, Kongo, Kroatien, Kuba, Kuwait, Laos, Lesotho, Libanon, Liberia, Litauen, Luxemburg, Madagaskar, Malawi, Malaysia, Malediven, Mali, Malta, Marokko, Marshallinseln, Mauretanien, Mauritius, Mazedonien, Mexiko, Moldawien, Monaco, Mongolei, Montenegro, Mosambik, Myanmar, Namibia, Nauru, Nepal, Neuseeland, Nicaragua, Niederlande, Niger, Nigeria, Norwegen, Oman, Pakistan, Palau, Papua-Neuguinea, Peru, Philippinen, Portugal, Ruanda, Russische Föderation, Saint Kitts und Nevis, Saint Vincent und Grenadinen, Salomonen, Samoa, San Marino, Santa Lucia, Saudi-Arabien, Sambia, Schweden, Senegal, Serbien, Sierra Leone, Simbabwe, Slowenien, Spanien, Sri Lanka, Südafrika, Sudan, Südkorea, Südsudan, Surinam, Eswatini, Syrien, Tadschikistan, Tansania, Thailand, Togo, Tschad, Tunesien, Türkei, Tuvalu, Uganda, Uruguay, Usbekistan, Venezuela, Vereinigte Arabische Emirate, Vietnam, Zentralafrikanische Republik, Zypern
- 12 Enthaltungen: Algerien, Australien, Bulgarien, Chile, Italien, Lettland, Libyen, Liechtenstein, Österreich, Rumänien, Schweiz, Singapur
- 5 Gegenstimmen: Israel, Polen, Tschechische Republik, Ungarn, Vereinigte Staaten
- 24 Mitgliedsländer haben nicht an der Abstimmung teilgenommen.